# Dětská pornografie

Světová mapa legality dětské pornografie, růžová – nelegální držení dětské i standardní pornografie, tmavě modrá – nelegální držení dětské pornografie, týká se jak reálných dětí, tak i fiktivních postav, světle modrá – nelegální držení dětské pornografie s reálnými dětmi, oranžová – žádné restrikce vůči dětské pornografii, šedá – chybějící data

Dětská pornografie je druh pornografie, v níž jsou zobrazeny dítě či děti jako sexuální aktéři nebo objekty.
Definice pornografie ani dětské pornografie není obecně ustálená ani jednotná a obvykle se přizpůsobuje represivním potřebám státu. Obvykle se za dětskou pornografii považuje:
- zobrazení soulože, masturbace nebo podobných aktivit, jichž se účastní dítě nebo děti
- zobrazení dětských genitálií nebo dětské nahoty pořízené nebo používané za účelem sexuálního vzrušení nebo uspokojení

Definice zahrnuje nejen vizuální díla (fotografie, kresby, filmy, sochy), ale i literární nebo zvuková zobrazení (fantazijní povídky, záznam dětského hlasu apod.).
Český právní řád termín „pornografické dílo“ nijak nevymezuje a pro regulaci dětské pornografie používá formulaci „pornografické dílo, které zobrazuje nebo jinak využívá dítě“.

## Právní regulace

### Mezinárodní rámec
Restrikce nakládání s pornografickými díly zobrazujícími děti se většinou opírá o tyto mezinárodní smlouvy:
- Úmluva o tom, kterak potírati rozšiřování necudných publikací (1910) – vyhlášena pod č. 116/1912 Ř. z.
- Úmluva o potlačování obchodu s necudnými publikacemi a jich rozšiřování (1923) – vyhlášena pod č. 96/1927 Sb. z. a n.
- Čl. 34 Úmluvy o právech dítěte (1989) – vyhlášena pod č. 104/1991 Sb.
- Úmluva o zákazu a okamžitých opatřeních k odstranění nejhorších forem dětské práce (Úmluva MOP č. 182) (1999) – vyhlášena pod č. 90/2002 Sb. m. s.

Rámcové rozhodnutí Rady Evropské unie č. 2004/68/SVV ze dne 22. prosince 2003, o boji proti pohlavnímu vykořisťování dětí a dětské pornografii, v čl. 3 odst. 1 nařizuje členským státům přijmout opatření proti nakládání s dětskou pornografií, včetně jejího držení. Pro některé formy, při nichž nedošlo ke zneužití, však připouští výjimky.

### Česká republika

#### Vývoj a forma právní úpravy
Restrikce nakládání s dětskou pornografií obsahuje zejména trestní zákon, 140/1961 Sb. Tlaky na rozšíření restrikcí i zvýšení trestních sazeb po roce 2000 zesilovaly. Návrh na zákaz držení či přechovávání některých druhů pornografických děl i zpřísnění trestních sazeb za činy související s nakládáním s nimi se objevil například ve vládním návrhu nového trestního zákona z 21. července 2004, zamítnutém v Poslanecké sněmovně PČR 21. března 2006, který byl dílem kolektivu pod vedením Pavla Šámala), i v další verzi téhož návrhu, který ministerstvo spravedlnosti předložilo k veřejné diskusi v roce 2007.
14. prosince 2006 předložila skupina poslanců za KSČM (Milan Bičík, Kateřina Konečná, Zdeněk Maršíček, Ivana Levá, Stanislav Grospič, Soňa Marková) návrh novely trestního zákona, jejímž obsahem bylo pouze zpřísnění restrikcí týkajících se pornografických děl v českém trestním řádu. Středopravá vláda 17. ledna 2007 vyjádřila s návrhem nesouhlas, zejména pro neúměrné a nevyvážené trestní sazby a nedostatečné rozlišení skutkových podstat podle závažnosti. V prvním čtení 55 ze 155 přítomných poslanců hlasovalo pro vrácení zákona, zejména většina poslanců ODS a všichni poslanci za Stranu zelených. Ústavně-právní výbor sněmovny, jemuž byl návrh přikázán k projednání, navrhl přijmout zákon ve znění komplexního pozměňovacího návrhu, který z původního návrhu odstranil několik z nejspornějších ustanovení (například „osobu, která se jeví být dítětem“) a největších disproporcí. Jiné pozměňovací návrhy nebyly nikým podány. 13. června 2007 hlasovalo pro zákon 136 ze 150 přítomných poslanců a nikdo nebyl proti.
Senát 18. července 2007 návrh sněmovně vrátil s pozměňujícími návrhy. Senát navrhl vypustit z návrhu ustanovení o trestnosti přechovávání pornografických děl zobrazujících dítě i pro vlastní potřebu a navrhl vypustit i zpřísnění a změny formulací v ustanoveních o šíření a zpřístupňování pornografických děl. V novele navrhl ponechat pouze zavedení nového trestného činu zneužití dítěte k výrobě pornografie, přičemž mezi případy zvýšené trestní sazby navrhl (na podnět senátorky Jiřiny Rippelové) přidat i zneužití osoby svěřené dozoru pachatele, je-li zneužita její závislost. V senátní diskusi námitky proti zákonu přednášeli například Jiří Žák, Jaroslav Kubera, (Jaroslav Kubera: „Nebyli jsme vedeni vůbec tím, že bychom nechtěli trestat, a vůbec nás nezaujalo, kolika hlasy to bylo ve sněmovně schváleno, protože tyto zákony většinou bývají schváleny vysokým počtem hlasů, protože i poslanci mají své dny a bojí se toho, že ten kdo hlasuje proti, bude v některých bulvárních médiích označen za pedofila, což je u nás dobrým zvykem, aniž by to někdo relevantně zkoumal.“) Pro tento pozměňovací návrh senátního ústavně-právního výboru hlasovalo 59 ze 66 přítomných senátorů, proti byl jeden (Martin Mejstřík).
Sněmovna však senátní pozměňující návrh nepřijala (pouze 14 poslanců hlasovalo pro pozměňující návrh senátu) a setrvala 26. září 2007 na původním znění (ze 177 přítomných hlasovalo 170 pro, nikdo proti). To bylo vyhlášeno jako zákon č. 271/2007 Sb. s účinností od 1. prosince 2007.
Trestní sazby vztahující se bez rozlišení i na díla virtuální, konsensuální, autobiografická nebo vytvořená samotnými dětmi pro vlastní potřebu tak dostihly i předstihly i trestní sazby za některé násilné trestné činy vůči dětem, například za týrání svěřené osoby nebo ublížení na zdraví.
Nový trestní zákoník v ustanoveních § 192 a § 193 prakticky převzal původní znění trestního zákona. Jednání je však nyní odstupňováno podle výše prospěchu a charakteru organizované skupiny.
Dne 10. května 2011 byl v Poslanecké sněmovně PČR v prvním čtení přikázán k projednání v ústavně právním výboru vládní návrh zákona (sněmovní tisk 297), který opět plánuje zavést i trestnost přechovávání pornografického díla, které zobrazuje nebo jinak využívá dítě nebo osobu, jež se jeví být dítětem.

#### Definice pornografického díla
Český trestní zákon neobsahuje žádné vymezení a žádnou definici, které by popisovaly, jaké objektivní znaky či okolnosti činí dílo pornografickým. V praxi tedy takové hodnocení záleží na libovůli znalců a orgánů činných v trestním řízení, přičemž v případě „dětské pornografie“ zákon nebrání ani aplikaci extrémních výkladů, kdy za pornografické dílo může být účelově prohlášeno jakékoliv dílo, které například zobrazuje dětskou nahotu, popisuje erotický či sexuální život dětí atd. Předmětem právní nejistoty a diametrálně rozdílných výkladů zákona pak mohou být jak díla s uměleckou či vzdělávací hodnotou, tak například díla osobní či rodinné povahy, díla pořízená v rámci odborné dokumentace či výzkumu, díla využívaná v sexuologické diagnostice (například díla prezentovaná pacientům v rámci falografického testování) atd. Zákon nespecifikuje, zda může pornografické dílo „vzniknout“ tím, že někdo použije k pornografickým účelům dílo vzniklé původně k jiným účelům, kdy pornografické znaky nebo pornografické využití jsou pouze jedním z více aspektů díla atd.
Přestože mnozí právníci i sexuologové na tuto vágnost zákona mnohokrát upozorňovali, v novele z roku 2007 ani v návrzích nového trestního zákona předkládaných od roku 2004 není zřejmá žádná snaha o zpřesnění.

#### Formy pornografických děl
V zákoně jsou otevřeným výčtem vyjmenovány formy pornografických děl, na které se restrikce vztahují. Do roku 2007 formulace zahrnovala „pornografická díla písemná, nosiče zvuku nebo obrazu nebo zobrazení“, u vybraných druhů pornografických děl též „jiné předměty ohrožující mravnost“, přičemž z formulace nebylo zřejmé, zda se podmiňující přívlastek „ohrožující mravnost“ vztahuje jen k poslední položce výčtu („jiným předmětům“), nebo i k dílům vyjmenovaným v předchozí části věty. Novelizace účinná od 1. prosince 2007 vymezuje formu slovy „písemné, fotografické, filmové, počítačové, elektronické nebo jiné takové dílo“. Z paragrafu o trestnosti přechovávání sice bylo výslovné vyjmenování písemné formy při parlamentním projednávání z výčtu vypuštěno, avšak i nadále zůstal výčet otevřený, takže písemné dílo i tak spadá do kategorie „jiného takového díla“.
„Jiné předměty ohrožující mravnost“ byly novelizací v roce 2007 z formulace zákona vypuštěny, ač původní návrh skupiny komunistických poslanců se jej naopak snažil přenést i do dalších ustanovení.

#### Znaky vybraných děl podléhajících přísnější restrikci
Přísnější regulaci podléhají pornografická díla, která splňují některé z vyjmenovaných kritérií týkajících se obsahu děl, například pornografické dílo, které „zobrazuje nebo jinak zneužívá dítě“. Ve formulaci přitom nehraje roli, jak je dítě v takovém díle zobrazeno, takže i pornografické dílo, v němž je okrajově mimo hlavní děj zahrnuto zcela nepornografické zobrazení dítěte, spadá do této zpřísňující regulace.
Do stejné právní úpravy jsou zařazena i pornografická díla, v nichž se „zobrazuje násilí či neúcta k člověku“ (možný konsensuální způsob vzniku díla ani kontext zobrazení nejsou v restrikci brány přímo v potaz), nebo dílo, které „zobrazuje nebo jinak znázorňuje pohlavní styk se zvířetem“ (při doslovném výkladu by do této kategorie spadaly i přírodopisné filmy zobrazující kopulaci zvířat mezi sebou).
Pojem „dítě“ je pro účely trestního zákona a těchto formulací definován jako osoba mladší osmnácti let. V mezinárodních smlouvách a evropských předpisech se v tomto kontextu dítětem rozumí každá osoba mladší 18 let. Někteří publicisté nebo státní orgány však občas pod vlivem ustanovení o pohlavním zneužívání mají tendenci vycházet z výkladu, že i dětskou pornografii vymezuje věková hranice 15 let.
Vláda se rovněž svým návrhem nového trestního zákona na podnět Rámcového rozhodnutí EU pokusila rozšířit restrikci i na zobrazení osob, které již nejsou dětmi, pokud jako děti vypadají. Toto zpřísnění („…zobrazuje dítě nebo osobu, jež se jeví být dítětem“) bylo obsaženo i v novelizačním návrhu komunistických poslanců, ale při projednávání v parlamentu bylo z návrhu odstraněno.
Kritérium, zda nějaké konkrétní dítě nebo jiná osoba byly výrobou nebo šířením pornografického díla zneužity nebo zda utrpěly nějakou faktickou újmu, není a nebylo do formulací týkajících se šíření pornografických děl nijak zahrnuto. Díla virtuální, autobiografická nebo konsensuálně vzniklá tak nejsou v těchto formulacích nijak rozlišena od děl vzniklých zneužitím jiné osoby.

#### Trestné formy jednání

##### Šíření a zpřístupňování
Jako trestné jednání do listopadu 2007 trestní zákon v § 205 (tehdy s nadpisem ohrožování mravnosti) zařazoval, když někdo vymezené druhy pornografických děl „uvádí do oběhu, rozšiřuje, činí veřejně přístupnými, vyrábí, dováží, prováží nebo vyváží, anebo za tím účelem přechovává.“ Od 1. prosince 2007 byl § 205 přejmenován na šíření pornografie a postihuje toho, kdo vymezené druhy pornografických děl „vyrobí, doveze, vyveze, proveze, nabídne, činí veřejně přístupným, u všech těchto děl trestné i „opatřování pro sebe“ a „přechovávání“, však byl při projednávání zákona sněmovnou odstraněn.
V případě ostatních druhů pornografických děl (tedy bez dětí, bez násilí a neúcty a bez zvířat) je jako trestné uvedeno pouze nabízení, přenechávání nebo zpřístupňování osobám mladším 18 let (novelizace v roce 2007 toto věkové vymezení nahradila nedefinovaným výrazem „dětem“, čímž pochybnou právní úpravu nahradila nejasnou úpravou). Trestní sazby za tyto činy (až dvě léta odnětí svobody) se v roce 2007 nezvýšily.
Trestní sazba za všechny vyjmenované formy jednání souvisejících se šířením či zpřístupňováním vybraných skupin pornografických děl (včetně těch, která „zobrazují nebo jinak využívají dítě“) byla s účinností od 1. prosince 2007 zvýšena z maximálně jednoho roku na šest měsíců až tři léta odnětí svobody, přičemž alternativou k trestu odnětí svobody zůstává i peněžitý trest nebo propadnutí věci. Do vyjmenovaných trestných činností bylo přidáno i kořistění z takového pornografického díla. Komunističtí poslanci původně navrhovali u pornografických děl zobrazujících dítě dvě léta až pět let, u děl zobrazujících násilí, neúctu nebo sexuální styk se zvířaty dosavadní trest odnětí svobody až na jeden rok.
Za spáchání kteréhokoliv z takových činů v organizované skupině nebo tiskem, filmem, rozhlasem, televizí, veřejně přístupnou počítačovou sítí nebo jiným obdobně účinným způsobem byla dosavadní trestní sazba šest měsíců až tři léta zvýšena na dvě léta až šest let. (Skupina komunistických poslanců navrhovala v případě děl zobrazujících dítě zvýšit trest na pět až deset let, v případě děl zobrazujících násilí, neúctu nebo pohlavní styk se zvířaty však navrhovali ponechat původní horní sazbu 1 rok.) K této sazbě byly přiřazeny i případy, kdy pachatel jedná v úmyslu získat pro sebe nebo jiného značný (druhově nespecifikovaný) prospěch.
Je-li čin spáchán v organizované skupině působící ve více státech nebo v úmyslu získat značný prospěch, sazba je tři léta až osm let odnětí svobody (skupina komunistických poslanců navrhovala 8 až 12 let). Pokud si tedy například skupina několika osob působící třeba jen ve dvou státech bude organizovaně posílat po internetu pornografické kresby či smyšlené povídky, vztahuje se na ni horní trestní sazba 8 let (komunističtí poslanci navrhovali 12 let), zatímco například za týrání svěřené osoby běžně surovým způsobem na jedné osobě (§ 215) bez přitěžující kvalifikace je horní sazba 3 roky.

##### Přechovávání
Zatímco do listopadu 2007 bylo přechovávání vybraných druhů pornografických děl (zobrazujících děti, neúctu, násilí nebo sexuální styk se zvířaty) trestné pouze za předpokladu, že účelem přechovávání bylo trestné jednání související se šířením, od roku 2004 zesílily tlaky, aby bylo trestné i držení pro vlastní potřebu, i nadále ovšem zcela bez ohledu na to, zda dílo vzniklo zneužíváním dítěte. Návrh na zákaz přechovávání se objevil například ve vládním návrhu nového trestního zákona z 21. července 2004, zamítnutém v Poslanecké sněmovně PČR 21. března 2006, který byl dílem kolektivu pod vedením Pavla Šámala) a v němž byl navrhován trest odnětí svobody za pouhé držení těchto děl až tři roky odnětí svobody, což podporovali například někteří představitelé nadace Naše dítě. Naopak například sexuolog a dlouholetý přednosta pražského Sexuologického ústavu Jaroslav Zvěřina byl vůči trestnosti pouhého držení pro vlastní potřebu kritický.
S účinností od 1. prosince 2007 byl do trestního zákona zařazen § 205a „Přechovávání dětské pornografie“, který za pouhé přechovávání pornografického díla, které zobrazuje nebo jinak využívá dítě, stanoví trest odnětí svobody až na dva roky. (V tomto případě, na rozdíl od šíření, není zmíněna možnost peněžitého trestu ani trestu propadnutí věci). Účel přechovávání, způsob vytvoření ani získání díla, forma ani další okolnosti nejsou ve formulaci a maximální trestní sazbě přímo zohledněny. Původní návrh skupiny komunistických poslanců obsahoval trestní sazbu až tři roky.
Touž novelou byla zrušena dosavadní trestnost přechovávání pornografických děl zobrazujících neúctu, násilí nebo pohlavní styk se zvířaty, pokud šlo o přechovávání za účelem některé z forem šíření. Původní návrh komunistických poslanců chtěl i u tohoto jednání rozšířit věcný záběr skutkové podstaty i o opatřování a přechovávání pro vlastní potřebu, ale pozměňovacími návrhy nakonec došlo k vypouštění těchto formulací a tím dokonce ke zmírnění i oproti původnímu znění.

##### Výroba
Zneužití dítěte k výrobě pornografie bylo do listopadu 2007 trestné na základě obecnějších ustanovení trestního zákona (pohlavní zneužití, ohrožování mravní výchovy mládeže, případně útisk, týrání svěřené osoby, násilí proti jednotlivci, omezování osobní svobody, poškozování cizích práv atd.), pokud byla aktérům v některém z těchto ohledů způsobena újma.
Od 1. prosince 2007 byl do trestního zákona vložen nový § 205b „Zneužití dítěte k výrobě pornografie“, který zavádí novou speciální skutkovou podstatu. Podle něj „kdo přiměje, zjedná, najme, zláká, svede nebo zneužije dítě k výrobě pornografického díla nebo kořistí z účasti dítěte na takovém pornografickém díle, bude potrestán odnětím svobody na jeden rok až pět let.“ Je-li čin spáchán v rámci organizované skupiny nebo v úmyslu získat značný prospěch, je trestní sazba dvě léta až šest let, v případě mezinárodní organizované skupiny nebo úmyslu získat prospěch velkého rozsahu tři léta až osm let. Tresty za faktické zneužívání dětí k výrobě pornografických děl jsou tedy velmi podobné trestům za nabízení či šíření takových forem pornografických děl, jejichž výrobou či užíváním není žádné dítě přímo poškozeno. Také faktická újma dětí, které byly zneužity k výrobě pornografie nebo se na ní některým z vyjmenovaných způsobů podílely, není ve formulaci a maximální trestní sazbě nijak zohledněna.
Tato skutková podstata se vztahuje i na případ, kdy se dítě bude některým z uvedených způsobů účastnit výroby pornografického díla, v němž vůbec není zobrazeno a nejde o dětskou pornografii. Naproti tomu výrobu pornografického díla, v níž dítě zobrazeno je, ale jeho výroby se neúčastní ani není k jeho výrobě zneužito, tato skutková podstata nepostihuje a trestné je pouze přechovávání nebo nabízení či šíření takového díla.
Původně skupina komunistických poslanců navrhovala trestní sazbu za výrobu pornografického díla zobrazujícího dítě nebo osobu, která se jeví být dítětem, tři léta až osm let, a to bez ohledu na to, zda se výroby takového díla nějaké dítě účastnilo nebo zda k ní bylo jinak použito či zneužito.

### Jiné státy
Jan Chmelík a kol. (2003) uvádí, že v anglosaském právu jsou před pornografickým zobrazováním obvykle chráněny děti mladší 18 let, přičemž za pornografické je považováno takové zobrazení nahého dítěte, které z hlediska postoje nebo úhlu záběru je možné hodnotit jako necudné, obscénní nebo jinak neslušné. Nizozemsko umožňuje dobrovolné sexuální kontakty od 12 let, zatímco v pornografických dílech mohou figurovat osoby starší 16 let. Švédská a norská definice za dětskou pornografii považuje znázorňování sexuálních úkonů na osobách, jejichž tělesný vývoj ještě není nebo se nezdá být ukončen.
Paradoxem právní regulace je, že na vzniku těch japonských manga stylů, které na Evropana působí dojmem dětské pornografie, se podílely rovněž zákonné restrikce. Japonský zákon z roku 1907 totiž zakazoval zobrazování primárních sexuálních znaků včetně pubického ochlupení, a proto byl tento zákaz obcházen kreslením nedospělých těl.

## Sporné otázky restrikce

### Virtuální a fantazijní díla
Základním důvodem restrikce dětské pornografie je, že v mnoha případech vzniká vykořisťováním nebo pohlavním zneužíváním dětí. K právním a politickým sporům dochází zejména ve vztahu k těm pornografickým dílům, která zneužíváním nevznikla, například literárním, kresleným nebo animovaným, včetně počítačové animace.
Například Nejvyšší soud USA 16. dubna 2002 (Ashcroft versus Free Speech Coalition) rozhodl, že omezování takovýchto děl je v rozporu se svobodou projevu zaručenou prvním dodatkem ústavy. Zrušil tak předchozí rozsudky podle Child Pornography Prevention Act (Zákona o prevenci dětské pornografie) z roku 1996.
V Japonsku jsou běžně dostupné, legálně šiřitelné a společensky tolerované i pornograficky (hentai) zaměřené komiksy a obrázky ve stylu manga zobrazující i děti (shotacon je označení pro mangy zobrazující chlapce, lolicon pro mangy zobrazující dívky).
Rámcové rozhodnutí Rady EU požaduje restrikce i vůči dílům zobrazujícím dospělou osobu „se vzhledem dítěte“ nebo „realistické zobrazení neexistujícího dítěte“. Zákony některých zemí virtuální pornografii od reálné vůbec nerozlišují.

### Subjektivní hodnocení díla
V praxi často dochází k tomu, že otázka, zda dílo je pornografické, není posuzována objektivně z povahy díla, ale ze způsobu jeho užívání nebo důvodů jeho držení. Někdy tedy bývá jako pornografické hodnoceno dílo, které je schopné u některých osob vyvolat pohlavní vzrušení, přestože například nebylo za tímto účelem vytvořeno nebo ani nemá formální rysy pornografického díla (může zobrazovat i nepornografickou nahotu nebo i zčásti oblečené děti). V praxi tak dochází k tomu, že osoba, která je pedofilně zaměřená nebo které je takové zaměření v rámci trestního řízení přiřknuto, může být trestána za takové jednání, které by u jiné osoby za trestné považováno nebylo, případně je de facto trestána nikoliv za své jednání ani za újmu způsobenou jiné osobě, ale za své vrozené zaměření.

### Věk
V některých evropských zemích je např. legální natáčet pornografické filmy, ve kterých se objevují 16letí, zatímco v jiných státech se totéž považuje za ilegální dětskou pornografii. Rámcové rozhodnutí Evropské unie se snaží udržet hranici chráněnosti na 18 letech, avšak přesto uvádí některé výjimky.
Paradoxem českého právního řádu je, že osoby starší 15 let se sice nedopouštějí trestného ani zakázaného jednání sexuálními aktivitami, ale dopustily by se trestného činu, pokud by se přitom vyfotografovaly nebo si zážitky zapsaly do deníčku.

### Kdo je poškozená osoba?
Právní restrikce mají tu slabinu, že neberou ohled na skutečnou vůli osob, které mají chránit. Nepřiznávají osobám mladším 18 let právo rozhodovat o tom, zda chtějí být pornograficky zobrazeny, a dokonce ani právo, aby se samy zobrazily způsobem, který by mohl být označen za pornografický. Zajímavou otázkou je, zda dospělá osoba má právo povolit nebo umožnit pornografické využití díla, kde je sama zobrazena v dětském věku a které původně nebylo pořízeno jako pornografické.
Kromě ochrany dětí a mladých lidí před skutečným zneužíváním se tak v restrikcích uplatňují také ideologicky podmíněné zásadně podezíravé stanovisko vůči tělesnosti a sexualitě a představa dětské asexuálnosti a spory, které vyplývají z generačních, kulturních a sociálních rozdílů ve společnosti.

### Efektivita a kontraproduktivita restrikcí
Ze strany příznivců zpřísněných restrikcí bývá uplatňován argument, že trestností držení dětské pornografie bude omezeno komerční zneužívání dětí, protože výrobcům této pornografie se ztíží odbyt a zúží trh. Někdy se rovněž v argumentaci objevuje i představa, že pedofilie vzniká (šíří se) prohlížením dětské pornografie nebo že trestnost držení umožní odstranit ze společnosti a zneškodnit pedofilně orientované osoby ještě dříve, než někomu skutečně způsobí faktickou újmu.
Ze sociologického a ekonomického hlediska bývá namítáno, že restrikce může zvýšit tržní cenu zakázané pornografie a tak zvýšit zisky z její výroby, čímž může podpořit ty nejhorší formy komerčního zneužívání a vykořisťování a učinit tuto činnost atraktivní pro aktéry špičkového organizovaného zločinu mafiózního typu. Tolerance vůči držení a bezplatnému šíření již existujících děl nebo jejich nekomerční výrobě za konsensuálních podmínek by naopak mohla ceny a poptávku po ilegálně a komerčně vyráběných pornografických dílech výrazně snížit.
Někteří sexuologové zastávají názor, že „používání“ dětské pornografie nejen že pedofilii nezpůsobuje, ale naopak může pozitivně ovlivnit socializaci a psychické zdraví pedofilně disponovaných lidí a tak snížit riziko, že sami sobě nebo nějakému dítěti ublíží. K podobným názorům se přiklání i liberálnější část veřejnosti.

### Záminka k mocenské kontrole
Vzhledem k tomu, že zejména v anglickém a americkém prostředí je v obecném povědomí pojem pedofilie úzce spjat s pohlavním zneužíváním dětí, dětskou pornografií a podobnými jevy a boj proti skutečným či domnělým pedofilům či zneuživatelům dětí má širokou veřejnou podporu, často jsou politicky úspěšná represivní opatření, která by u mnohých i závažných zločinů jiného druhu nebylo možné uplatnit. Bojem proti dětské pornografii, podobně jako bojem proti terorismu, se často zaštiťuje snaha mocenských orgánů podrobit plné kontrole počítačovou síť a komunikaci na ní, telefonickou komunikaci, provádění domovních prohlídek a preventivní kriminalizace osob, které fakticky nikomu újmu nezpůsobily.
Zejména v USA, Kanadě, Velké Británii a části západní Evropy se objevují obavy, že uplatnění těchto mocenských principů a technologií do dalších oblastí života naruší úctu státní moci k základním právům a svobodám lidí. Řidčeji se objevuje námitka, že i současný stav slouží více honu na nekriminální pedofily a narušování jejich práv, nežli skutečné ochraně dětí, případně že boj proti dětské pornografii je pro některé mocenské subjekty a činitele pouhou záminkou k omezení svobod sloužícímu jiným účelům.